# Sun Xiu
Sun Xiu (* 235; † 264) war ein Sohn von Sun Quan und der dritte Kaiser der Wu-Dynastie während der Zeit der Drei Reiche.

## Kindheit und Jugend
Sun Xiu wurde 235 als Sohn des ersten Wu-Kaisers Sun Quan und seiner Konkubine Wang geboren. Schon als Kind war er für seine Gelehrsamkeit bekannt. Um 250 heiratete er auf Betreiben seines Vaters die Tochter seiner Schwester Sun Xiaohu und ihres Gatten Zhu Ju.
Kurz vor Sun Quans Tod (252) wurde er zum Prinzen von Langye ernannt. Später, nachdem sein Bruder Sun Liang Kaiser unter der Regentschaft von Zhuge Ke geworden war, zog Zhuge die Prinzen von ihren militärisch wichtigen Festungen ab, so dass Sun Xiu sich nach Danyang begeben musste. Anders als sein Bruder Sun Fe (dem Prinzen von Qi), der sich wehrte, leistete Sun Xiu keinen Widerstand. Sein Kommandant in Danyang, Li Heng, behandelte ihn sehr rüde, so dass Sun Xiu seinen Bruder um eine weitere Versetzung bat und nach Kuaiji geschickt wurde.
255 tötete der Regent Sun Jun, der Zhuge Ke getötet und ersetzt hatte, Sun Xius Schwester Sun Xiaohu. Sun Xiu bekam es mit der Angst zu tun und schickte seine Frau, Prinzessin Zhu, zurück nach Jianye und bot ihre Scheidung an, aber Sun Jun lehnte ab und schickte sie zurück.
Nachdem Sun Liang 258 vergeblich versucht hatte, Sun Lin abzusetzen (der Sun Jun nachgefolgt war), wurde er von ihm abgesetzt. Sun Lin lud Sun Xiu in die Hauptstadt ein und erklärte ihn zum Kaiser.

## Herrschaft

### Beseitigung von Sun Lin
Um Sun Lin zu beschwichtigen, schenkte Sun Xiu ihm fünf weitere Länder für seine Mark und ernannte auch seine Brüder zu Marquisen. Aber eines Tages wurde Sun Lin wegen eines relativ kleinen Zwischenfalles ausfallend: Sun Lin hatte Fleisch und Wein in den Palast gebracht, um mit dem Kaiser zu speisen, aber weil Sun Xiu das Angebot ablehnte, brachte Sun Lin die Speisen zum Haus des Generals Zhang Bu. Er drückte ihm gegenüber seine Enttäuschung über Sun Xius Ablehnung aus – ließ auch eine Bemerkung fallen, dass er vielleicht einen anderen Kaiser erheben würde – und Zhang berichtete Sun Lins Klage Sun Xiu. Dieser machte sich zwar Sorgen, zeigte Sun Lin aber äußerlich weiterhin seine Gunst. Sun Lin bot an, die Stadt Jianye zu verlassen, um die Verteidigung der sekundären Hauptstadt Wuchang zu stärken. Sun Xiu stimmte zu. Er fürchtete dennoch, dass Sun Lin die Stadt übernehmen und rebellieren könnte. Er verschwor sich mit Zhang Bu und dem Veteranengeneral Ding Feng, um Sun Lin am Laba-Fest zu töten. Diese Kunde erreichte Sun Lin, der aber trotz seiner Vorsicht am Fest erschien und von Ding Feng und Zhang Bu festgenommen wurde. Sun Lin flehte Sun Xiu um sein Leben an und bot an, in die Jiao-Provinz ins Exil zu gehen oder sogar ein Sklave zu werden, aber Sun Xiu lehnte ab: Sun Lin habe dies weder Teng noch Lu angeboten. Sun Lin wurde mitsamt seiner Sippe hingerichtet.

### Unumschränkte Herrschaft
Als Kaiser war Sun Xiu für seine Toleranz unterschiedlicher Meinungen wie auch für seine Gelehrsamkeit bekannt. Trotz allem schien er kein besonders fähiger Kaiser zu sein, weder in militärischen noch in inneren Angelegenheiten. Die meisten wichtigen Geschäfte vertraute er Zhang Bu und Puyang Xing an, die auch nicht besonders begabt und außerdem ziemlich korrupt waren. Deshalb war die Regierung nicht effizient oder effektiv. Zum Beispiel begann Sun Xiu 260 auf Puyang Xings Vorschlag hin ein kostspieliges Projekt: die Anlage eines künstlichen Sees (Puli-See) als Verteidigung gegen die Wei. Die meisten Beamten hielten dieses Vorhaben für vertane Zeit, Mühe und Mittel. Als klar wurde, dass der See nicht vollendet werden konnte, gab Sun Xiu das Projekt schließlich auf.
Im selben Jahr setzte er seinen Bruder Sun Liang aus Furcht vor Gerüchten über dessen herrschaftliche Ambitionen als Prinzen von Kuaiji ab und machte ihn zum Marquis von Houguan. Auf dem Weg in seine Mark starb der Bruder.
Der Botschafter der Wu, Xue Xu, der den Verbündeten Shu Han im Jahre 261 besuchte, versuchte Sun Xiu durch seinen Bericht über die desolate dortige Situation aufzurütteln. Sun Xiu aber reagierte nicht wie gewünscht.
262 heiratete er die Prinzessin Zhu und machte sie zur Kaiserin; seinen ältesten Sohn Sun Wan ernannte er zum Kronprinzen.
263 erhoben sich die Bewohner der Jiaozhi-Kommandantur (heutiges Hanoi), weil sie die Korruption ihres Kommandanten Sun Xu nicht mehr ertragen konnten. Sie taten sich mit den Bewohnern von Jiuzhen (heutiges Khan Hoa) und Rinan (heutiges Quảng Trị) zusammen. Sie suchten militärische Unterstützung bei den Wei. Dank dieser Hilfe hielt sich der Aufstand bis 271, lange nach Sun Xius Regierungszeit. Auch die Nachfolgedynastie der Wei, die Jin-Dynastie, unterstützte die Aufrührer.
Im Jahr 263 eroberten die Wei auch Shu, denen Sun Xiu zu Hilfe kam. Er sandte zwei getrennte Armeen: Eine sollte Shouchun angreifen, eine sich nach Han Zhong begeben und dann den Shu im Landesinneren zu Hilfe eilen, aber keine der beiden war erfolgreich. Nach Liu Shans Abdankung in Chengdu hörte Sun Xiu von der Ratlosigkeit vieler Shu-Städte und beschloss, sie zu erobern, aber der ehemalige Shu-General Luo Xian schlug sie zurück, denn er wollte sich den Wei ergeben, wie Liu Shan es angeordnet hatte.
Im Sommer 264 erkrankte Sun Xiu und verlor die Sprache, so dass er sich nur schriftlich verständigen konnte. So verfasste er ein Edikt, in dem er Puyang Xing zum Palast bestellte und ihm die Regentschaft für den Kronprinzen Sun Wan auftrug. Kurz darauf starb er.

## Nachkommen
Puyang Xing folgte dem Wunsch des Kaisers nicht, weil er einen mündigen Kaiser für das Volk wählen wollte. Zhang Bu stimmte ihm zu. Wie alt Sun Wan zu dieser Zeit war, ist nicht bekannt, aber weil Sun Xiu im Alter von 29 Jahren starb, kann der Kronprinz kaum mehr als zehn Jahre alt gewesen sein. Auf die Empfehlung des Generals Wan Yu, der Sympathie für den Sun Hao (den Sohn des ehemaligen Kronprinzen Sun He) hegte, ernannten sie Sun Hao zum Kaiser.

## Nachkommenschaft
Sun Xiu hinterließ vier Söhne, und jedem bis auf Sun Mang hatte er einen mit einzigartigen Schriftzeichen geschriebenen Namen gegeben. Die Namen können deshalb in Unicode nicht wiedergegeben werden.
- Gemahlin: Kaiserin Zhu († 265)
  - Sun Wan, der Kronprinz (ernannt 262), später Prinz von Yuzhang (264), hingerichtet 265
  - Sun Gong, der Prinz von Ru'nan (ernannt 264, hingerichtet 265)
  - Sun Mang, der Prinz von Liang (ernannt 264)
  - Sun Bao, der Prinz von Chen (ernannt 264)

| Sun Quan 182–252 | Sun Quan 182–252 | Sun Quan 182–252 | Sun Quan 182–252 | Sun Quan 182–252 | Sun Quan 182–252 |  |  |                |                |                 |                 | Wang            | Wang            | Wang            | Wang            | Wang     | Wang     |          |          | Zhu Ju 194–250 | Zhu Ju 194–250 | Zhu Ju 194–250 | Zhu Ju 194–250 | Zhu Ju 194–250 | Zhu Ju 194–250 |           |           |         |         |  |  | Sun Xiaohu † 255 | Sun Xiaohu † 255 | Sun Xiaohu † 255 | Sun Xiaohu † 255 | Sun Xiaohu † 255 | Sun Xiaohu † 255 |
| Sun Quan 182–252 | Sun Quan 182–252 | Sun Quan 182–252 | Sun Quan 182–252 | Sun Quan 182–252 | Sun Quan 182–252 |  |  |                |                |                 |                 | Wang            | Wang            | Wang            | Wang            | Wang     | Wang     |          |          | Zhu Ju 194–250 | Zhu Ju 194–250 | Zhu Ju 194–250 | Zhu Ju 194–250 | Zhu Ju 194–250 | Zhu Ju 194–250 |           |           |         |         |  |  | Sun Xiaohu † 255 | Sun Xiaohu † 255 | Sun Xiaohu † 255 | Sun Xiaohu † 255 | Sun Xiaohu † 255 | Sun Xiaohu † 255 |
|                  |                  |                  |                  |                  |                  |  |  |                |                |                 |                 |                 |                 |                 |                 |          |          |          |          |                |                |                |                |                |                |           |           |         |         |  |  |                  |                  |                  |                  |                  |                  |
|                  |                  |                  |                  |                  |                  |  |  |                |                |                 |                 |                 |                 |                 |                 |          |          |          |          |                |                |                |                |                |                |           |           |         |         |  |  |                  |                  |                  |                  |                  |                  |
|                  |                  |                  |                  |                  |                  |  |  |                |                | Sun Xiu 235–264 | Sun Xiu 235–264 | Sun Xiu 235–264 | Sun Xiu 235–264 | Sun Xiu 235–264 | Sun Xiu 235–264 |          |          |          |          |                |                | Zhu † 265      | Zhu † 265      | Zhu † 265      | Zhu † 265      | Zhu † 265 | Zhu † 265 |         |         |  |  |                  |                  |                  |                  |                  |                  |
|                  |                  |                  |                  |                  |                  |  |  |                |                | Sun Xiu 235–264 | Sun Xiu 235–264 | Sun Xiu 235–264 | Sun Xiu 235–264 | Sun Xiu 235–264 | Sun Xiu 235–264 |          |          |          |          |                |                | Zhu † 265      | Zhu † 265      | Zhu † 265      | Zhu † 265      | Zhu † 265 | Zhu † 265 |         |         |  |  |                  |                  |                  |                  |                  |                  |
|                  |                  |                  |                  |                  |                  |  |  |                |                |                 |                 |                 |                 |                 |                 |          |          |          |          |                |                |                |                |                |                |           |           |         |         |  |  |                  |                  |                  |                  |                  |                  |
|                  |                  |                  |                  |                  |                  |  |  |                |                |                 |                 |                 |                 |                 |                 |          |          |          |          |                |                |                |                |                |                |           |           |         |         |  |  |                  |                  |                  |                  |                  |                  |
| Sun Wan † 265    | Sun Wan † 265    | Sun Wan † 265    | Sun Wan † 265    | Sun Wan † 265    | Sun Wan † 265    |  |  | Sun Gong † 265 | Sun Gong † 265 | Sun Gong † 265  | Sun Gong † 265  | Sun Gong † 265  | Sun Gong † 265  |                 |                 | Sun Mang | Sun Mang | Sun Mang | Sun Mang | Sun Mang       | Sun Mang       |                |                | Sun Bao        | Sun Bao        | Sun Bao   | Sun Bao   | Sun Bao | Sun Bao |  |  |                  |                  |                  |                  |                  |                  |